# Síndrome de Noonan
El síndrome de Noonan es un trastorno provocado por una mutación genética englobado dentro del grupo de las rasopatías (activadas en la vía genética RAS). La causalidad se establece en varios genes de distintos cromosomas, lo cual dificulta bastante su diagnóstico. Cada año se describen nuevos genes causantes y activadores del trastorno, estando actualmente descritos: PTPN11 (el más común), SOS1, RAF1, KRAS, NRAS, SHOC2, BRAF, MAP2K1, CBL, RRAS, RIT1 y SOS2; NSML, RAF1, LZTR1 y MAP2K2.
El síndrome de Noonan se caracteriza, entre otros signos, por: talla baja y fallo de crecimiento, trastornos graves en la alimentación, defectos cardíacos, rasgos faciales típicos, trastornos digestivos, retraso motor y madurativo,
alteraciones músculo-esqueléticas, el hígado o el bazo más grande de lo habitual, trastornos en la coagulación, trastornos del comportamiento y conducta, mayor incidencia oncológica general agravada en algunas mutaciones específicas, dificultades de visión-audición, dificultades de aprendizaje, dolores articulares crónicos, entre otros.
El síndrome,  es muy variable, tanto en afectación como en gravedad.
Aparece casi con la misma frecuencia que el síndrome de Down, 1 de cada 1000 a 2500 nacidos vivos, convirtiéndose en la segunda enfermedad genética más habitual.
En la mayoría de los casos se hereda de forma autosómica dominante (generalmente de origen materno); sin embargo, cada vez se describen más casos en los que la enfermedad aparece como una mutación de novo, o sea, aparece un miembro en la familia que sufre la patología sin haberla heredado de ningún parental.
Aunque las variantes patogénicas de los genes implicados en este síndrome suelen presentar una herencia autosómica dominante, algunas variantes del gen LZTR1 presentan herencia autosómica recesiva, por lo que los padres de un niño afectado pueden ser portadores asintomáticos.

## Historia
El síndrome de Noonan fue descrito por primera vez por Jacqueline Anne Noonan en 1962.
Francisco de Goya y Lucientes pintó en 1787 el cuadro Los pobres en la fuente en el que retrata a un niño con una anomalía que muy probablemente era un síndrome de Noonan.

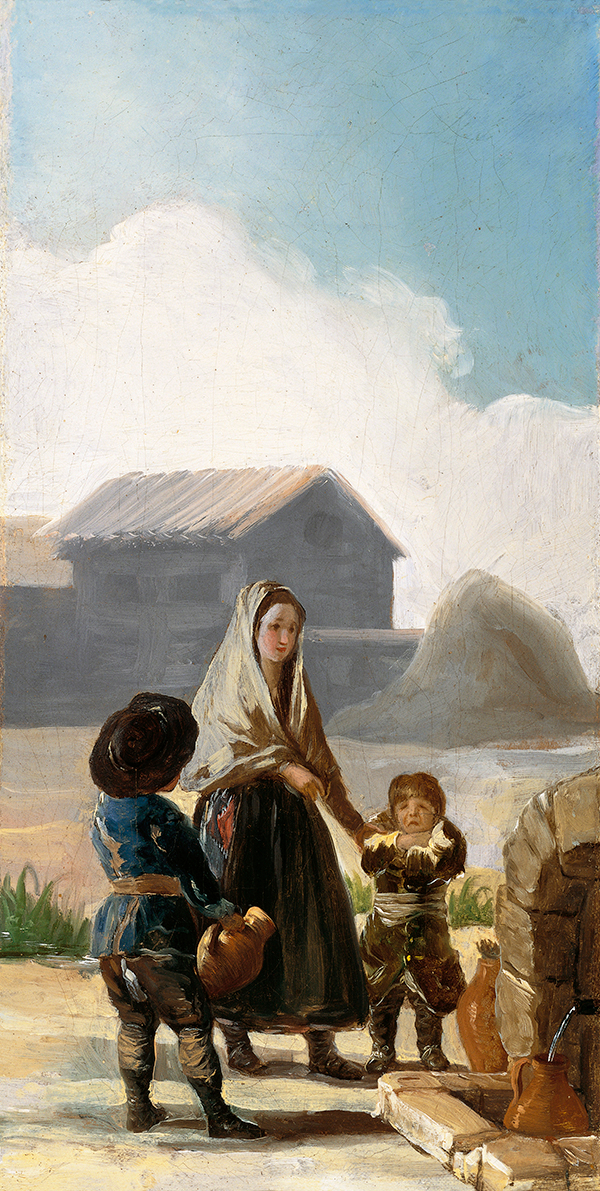
Los pobres en la fuente, Francisco de Goya, 1786-87. Museo del Prado, Madrid, España

## Cuadro clínico
Los signos más importante del síndrome de Noonan, ordenados por orden de frecuencia, son:
- Fallo de medro y talla baja. En el nacimiento el peso y la talla suelen ser normales, pero el crecimiento se ralentiza progresivamente, haciéndose muy evidente en la adolescencia.
- Cardiopatías, en el 50-80% de los casos:[7]

- La cardiopatía típica (20-50%) es la (estenosis valvular pulmonar).
- La miocardiopatía hipertrófica está presente en 20-30% de los casos.
- Hasta un 58% de los pacientes presentas anomalías electrocardiográficas aun sin cardiopatía estructural.

- Fenotipo peculiar. Los rasgos faciales son muy característicos, cambiando y suavizandose con la edad. Los más característicos son:

- Hipertelorismo y epicantus.
- Desviación ocular antimongoloide.
- Ptosis palpebral.
- Cuello corto y ancho, Pterigium colli.
- Orejas y cabello de implantación baja.

- Alteraciones músculo-esqueléticas:

- Pectus carinatum superior y excavatum inferior.
- Aumento de la distancia intermamilar (75-95%).
- Escoliosis (15%)

- Otras anomalías menos frecuentes:

- Déficit cognitivo leve, en un 25% de los casos.
- Trastornos de coagulación.
- Displasia linfática.
- Anomalías oculares o auditivas.
- Criptorquidia (testículos no descendidos).
- Retraso motor y madurativo,requieren terapias de apoyo a lo largo de su infancia para una mejor evolución.
- Hígado-bazo más grande de lo habitual.
- Trastornos del comportamiento y conducta. Dificultades de aprendizaje.
- Dolor articulares de origen desconocido.

## Diagnóstico
El diagnóstico es clínico, a partir de las manifestaciones clínicas.
En algunos casos se puede detectar prenatalmente mediante diagnóstico genético molecular, si se establece la sospecha a partir de la detección de ciertas anomalías y la presencia de casos familiares de la enfermedad. Existen marcadores moleculares bien caracterizados que localizan las diferentes mutaciones que dan lugar a esta enfermedad. Una mutación en el gen PTPN11 es la responsable de, aproximadamente, un 50% de los individuos afectados; el gen SOS1 mutado, del 13%; el gen RAF1, del 3-17% y el gen KRAS, de menos del 5%. Otras mutaciones, con un índice de aparición entre los distintos enfermos de menos del 1%, se dan en los genes NRAS, BRAF, LZTR1 y MAP2K1.
Las pruebas de diagnóstico molecular usadas para detectar este síndrome incluyen el uso de paneles multigenicos (multigene panel), test seriados de un único gen y test genómicos como la secuenciación de exones o secuenciación del genoma completo.
Es apropiado evaluar a ambos padres, incluyendo un examen físico minucioso con una atención particular a las características de NS; se llevarán a cabo ecocardiografías y electrocardiografías, buscando rasgos característicos de NS. El momento óptimo para la determinación del riesgo genético y la discusión de la disponibilidad de las pruebas prenatales es antes del embarazo.

## Tratamiento
No hay un tratamiento específico. Estos pacientes necesitan de la intervención de diversos especialistas (cardiología, endocrinología, genética, etc.) coordinados por un médico generalista (pediatra, médico de familia) para su seguimiento eficaz a largo plazo. La hormona del crecimiento se ha utilizado con éxito en algunas personas con este síndrome para mejorar, no sólo la estatura final., sino el tono muscular, el área cognitiva, y una mejora física global.